# NGC 5781
NGC 5781 est une galaxie spirale barrée située dans la constellation de la Balance. Sa vitesse par rapport au fond diffus cosmologique est de 2 116 ± 15 km/s, ce qui correspond à une distance de Hubble de 31,2 ± 2,2 Mpc (∼102 millions d'al). NGC 5781 a été découverte par l'astronome britannique John Herschel en 1831.
La classe de luminosité de NGC 5781 est II et elle présente une large raie HI.
À ce jour, quatre mesures non basées sur le décalage vers le rouge (redshift) donnent une distance de 30,900 ± 3,346 Mpc (∼101 millions d'al), ce qui est à l'intérieur des valeurs de la distance de Hubble.